# كاثلين ترنر
كاثلين ترنر (بالإنجليزية: Kathleen Turner)‏ ممثلة أمريكية من مواليد 19 يونيو 1954، حاصلة على جائزة الغولدن غلوب كأفضل ممثلة في فيلم كوميدي أو موسيقي مرتين عام 1985 عن فيلم مغازلة الصخرة وعام 1986 عن فيلم شرف بريزيس.

## حياتها
وُلدت تورنر في سبرينغفيلد بولاية ميسوري بالولايات المتحدة الأمريكية لعائلة مسيحية ميثودية متدينة. كان والدها، ريتشارد تورنر، وزير خارجية الولايات المتحدة.
في السبعينيات أظهرت في شبابها موهبة وميلها إلى التمثيل وثم تخرجت في عام 1972 من مدرسة لندن الثانوية، والتحقت بجامعة ميسوري لمدة عامين، وأكملت درجة البكالوريوس في الفنون من جامعة ماريلاند عام 1977. وفي عام 1978، ظهرت تيرنر لأول مرة على شاشة التلفزيون في مسلسل «الأطباء» على شبكة إن بي سي.

## أعمالها
- بيت من ورق (1993)
- مسلسل أمي (1994)
- مؤامرة الصمت (1995)
- جنية غير متوقعة (1997)
- خمس فتيات جميلات (1999)
- من عبقري الماما؟(1999)
- أمير سنترال بارك (2000)
- وحش البيت (2006)
- مارلي وأنا (2008)
- العائلة المثالية (2011)
- ممرضة (2013)

## وصلات خارجية
- كاثلين ترنر على موقع IMDb (الإنجليزية)
- كاثلين ترنر على موقع ميتاكريتيك (الإنجليزية)
- كاثلين ترنر على موقع الموسوعة البريطانية (الإنجليزية)
- كاثلين ترنر على موقع روتن توميتوز (الإنجليزية)
- كاثلين ترنر على موقع مونزينجر (الألمانية)
- كاثلين ترنر على موقع قاعدة بيانات الأفلام العربية
- كاثلين ترنر على موقع ألو سيني (الفرنسية)
- كاثلين ترنر على موقع ميوزك برينز (الإنجليزية)
- كاثلين ترنر على موقع تيرنر كلاسيك موفيز (الإنجليزية)
- كاثلين ترنر على موقع أول موفي (الإنجليزية)